# Михалово (Минск)
Михалово — жилой район-новостройка в составе Московского района города Минска (Беларусь).

## История
Расположился на месте бывшей деревни Михалово.
31 Августа 2010 года — открытие новой школы (№ 26, типовой проект на 1020 мест).
К 2015 году планируется завершение застройки.
Главные дома и улицы Михалово названы в честь таких известных людей, как:
Я. Брыль;
Дзержинский;
Гурский;
Жуков;
Русанович;
Л. Сапега;
Алибегов;
Глаголев;
Тышкевич.

## Состав
- Михалово-1[4][5]
- Михалово-2[5]
- Михалово-3
- Михалово-4

## Улицы
- Улица Янки Брыля (проходит насквозь района)

Для северной части района (Михалово-1 и Михалово-2):
- Улица Гурского
- Улица Острожских
- Улица Тышкевичей
- Улица Льва Сапеги

Для южной части района (Михалово-3 и Михалово-4):
- Улица Михаловская
- Улица Ельского
- Улица Алибегова

## Инфраструктура

### Образование
- Средняя школа № 26 (Михалово-1)

- Детский сад № 119 (Михалово-1)
- Детский сад № 128 (Михалово-2)
- Детский сад № 105 (Михалово-3)
- Ясли-сад № 576 (Михалово-4)

- Детская школа искусств № 1 (Михалово-4)

### Культура
- Церковь христиан веры евангельской «Благодать» (Михалово-1)

### Прочее
- ЖЭС № 132 (Михалово-2)
- Отделение «Белпочта» № 52 (Михалово-1)

## Транспорт
- Станция Московской линии Минского метрополитена Михалово (на пересечении проспекта Дзержинского и улицы Гурского, между станциями Грушевка и Петровщина).
- Автобусы:

1. 57 — ДС Восточная — Дом Правосудия
2. 74c — ДС Малиновка 4 — Городской Вал

- Троллейбусы:

1. 8 — ДС Сухарево-5 — Ст.м. Михалово
2. 10 — ДС Малиновка-4 — ДС Веснянка
3. 25 — ДС Кунцевщина — ДС Малиновка-4
4. 31 — ДС Кунцевщина — Семашко
5. 36 — ДС Юго-Запад — ДС Серебрянка
6. 39 — ДС Юго-Запад — Саперов
7. 40 — ДС Юго-Запад — ДС Карастояновой
8. 47 — ДС Малиновка-4 — Берута
9. 53 — ДС Малиновка-4 — ДС Зелёный Луг-7